# Taux marginal de substitution
Le taux marginal de substitution (TMS), en sciences économiques, est le ratio {\displaystyle dY/-dX} où {\displaystyle dY} est la variation de la quantité consommée d'un bien {\displaystyle Y} nécessaire pour maintenir l’utilité d’un consommateur constante, alors que la quantité consommée d'un bien {\displaystyle X} varie de {\displaystyle -dX}.
Le taux marginal de substitution est donc une mesure de la façon dont on substitue, à la marge, un produit par un autre, de façon que la satisfaction du consommateur soit identique. En d'autres termes, le taux marginal de substitution est la quantité nécessaire de bien Y à laquelle le consommateur doit renoncer afin d'augmenter d'une unité la consommation du bien X tout en maintenant l'utilité constante.
Graphiquement, on se déplace le long d'une courbe d'indifférence. Mathématiquement, le taux marginal de substitution est la dérivée de tout point de la courbe d'indifférence.
Par exemple, pour un panier de consommation donné, si le TMS entre une pomme et une poire est de 2, un consommateur sera indifférent entre consommer une poire de plus (ou de moins) et consommer deux pommes de plus (ou de moins).
Le taux de substitution lui-même varie en fonction du panier de consommation. Par exemple, le TMS entre pomme et poire variera en fonction des quantités déjà consommées : consommer une poire est plus satisfaisant lorsque l’on consomme déjà dix pommes et une poire, que lorsque l’on consomme trois pommes et quinze poires.

## Formalisation mathématique
Pour un agent économique qui consomme deux biens, on calcule son utilité avec la fonction d'utilité {\displaystyle U}, lorsque {\displaystyle X} et {\displaystyle Y} sont les quantités consommées de deux biens :
{\displaystyle U:{\begin{array}{lcl}\mathbb {R} ^{+}\times \mathbb {R} ^{+}&\rightarrow &\mathbb {R} ^{+}\\(X,Y)&\mapsto &U(X,Y)\end{array}}}
On définit les utilités marginales : 
{\displaystyle \ U_{X}'={\frac {\partial U}{\partial X}}}
{\displaystyle \ U_{Y}'={\frac {\partial U}{\partial Y}}}
Ainsi, {\displaystyle \ U_{X}'\cdot dX} représente l'augmentation de l'utilité qui découle de la consommation d'une quantité infinitésimale supplémentaire {\displaystyle dX} du premier bien.
En différenciant la fonction d'utilité, on obtient :
{\displaystyle \ dU(X,Y)={\frac {\partial U}{\partial X}}(X,Y)\cdot dX+{\frac {\partial U}{\partial Y}}(X,Y)\cdot dY=U'_{X}\cdot dX+U'_{Y}\cdot dY}
Pour que l'utilité soit constante, on doit avoir {\displaystyle dU(X,Y)=0}, donc :
{\displaystyle \ U'_{X}\cdot dX+U'_{Y}\cdot dY=0}
{\displaystyle \ \Rightarrow {\frac {dY}{dX}}=-{\frac {U'_{X}}{U'_{Y}}}}
Donc {\displaystyle TMS_{Y,X}=-{\frac {dY}{dX}}={\frac {U'_{X}}{U'_{Y}}}}, avec {\displaystyle TMS_{Y,X}} le taux de substitution entre le premier bien et le deuxième bien lorsque les quantités consommées de deux biens sont {\displaystyle X} et {\displaystyle Y}.
On obtient de même : {\displaystyle TMS_{X,Y}={\frac {U'_{Y}}{U'_{X}}}}.